# Amaroni
Amaroni é uma comuna italiana da região da Calábria, província de Catanzaro, com cerca de 2.007 habitantes. Estende-se por uma área de 9 km², tendo uma densidade populacional de 223 hab/km². Faz fronteira com Girifalco, Squillace, Vallefiorita.

## Demografia
| Variação demográfica do município entre 1861 e 2011                               |
|                                                                                   |
| Fonte: Istituto Nazionale di Statistica (ISTAT) - Elaboração gráfica da Wikipedia |